# Giro dei Paesi Bassi 1981
Il Giro dei Paesi Bassi 1981, ventunesima edizione della corsa, si svolse dal 10 al 15 agosto 1981 su un percorso di 939 km ripartiti in 5 tappe (la seconda e la quinta suddivise in due semitappe) e un cronoprologo, con partenza da Breda e arrivo a s-Heerenberg. Fu vinto dall'olandese Gerrie Knetemann della squadra Ti-Raleigh-Creda davanti al suo connazionale Hennie Kuiper e al belga René Martens.

## Tappe
| Tappa  | Data      | Percorso                                      | km  | Vincitore di tappa  | Leader cl. generale |
| ------ | --------- | --------------------------------------------- | --- | ------------------- | ------------------- |
| Prol.  | 10 agosto | Breda > Breda (cron. individuale)             | 4,8 | Jan Bogaert         | Jan Bogaert         |
| 1ª     | 11 agosto | Noord-Scharwoude > Veendam                    | 231 | Jos Schipper        | Jos Schipper        |
| 2ª-1ª  | 12 agosto | Veendam > Enter                               | 136 | Jan Bogaert         | Jos Schipper        |
| 2ª-2ª  | 12 agosto | Enter > Enter (cron. individuale)             | 29  | Gerrie Knetemann    | Gerrie Knetemann    |
| 3ª     | 13 agosto | Enter > Geldrop                               | 206 | Luc Desmet          | Gerrie Knetemann    |
| 4ª     | 14 agosto | Geldrop > Lobith                              | 206 | Johan van der Velde | Gerrie Knetemann    |
| 5ª-1ª  | 15 agosto | Lobith > s-Heerenberg                         | 105 | Sean Kelly          | Gerrie Knetemann    |
| 5ª-2ª  | 15 agosto | s-Heerenberg > s-Heerenberg (cron. a squadre) | 21  | Ti-Raleigh-Creda    | Gerrie Knetemann    |
| Totale | Totale    | Totale                                        | 939 |                     |                     |

## Dettagli delle tappe

### Prologo
- 10 agosto: Breda > Breda (cron. individuale) – 4,8 km

| Pos. | Corridore             | Squadra          | Tempo |
| ---- | --------------------- | ---------------- | ----- |
| 1    | Jan Bogaert           | Vermeer-Thijs    | 5'48" |
| 2    | Adrie van Houwelingen | Vermeer-Thijs    | s.t.  |
| 3    | Jos Lammertink        | HB Alarmsystemen | a 1"  |

| Pos. | Corridore             | Squadra          | Tempo |
| ---- | --------------------- | ---------------- | ----- |
| 1    | Jan Bogaert           | Vermeer-Thijs    | 5'48" |
| 2    | Adrie van Houwelingen | Vermeer-Thijs    | s.t.  |
| 3    | Jos Lammertink        | HB Alarmsystemen | a 1"  |

### 1ª tappa
- 11 agosto: Noord-Scharwoude > Veendam – 231 km

| Pos. | Corridore         | Squadra          | Tempo    |
| ---- | ----------------- | ---------------- | -------- |
| 1    | Jos Schipper      | HB Alarmsystemen | 5h56'57" |
| 2    | Walter Planckaert | Splendor         | a 3"     |
| 3    | Werner Devos      | Boule d'Or       | s.t.     |

| Pos. | Corridore         | Squadra          | Tempo    |
| ---- | ----------------- | ---------------- | -------- |
| 1    | Jos Schipper      | HB Alarmsystemen | 6h02'44" |
| 2    | Gerrie Knetemann  | TI-Raleigh       | a 5"     |
| 3    | Walter Planckaert | Splendor         | a 10"    |

### 2ª tappa - 1ª semitappa
- 12 agosto: Veendam > Enter – 136 km

| Pos. | Corridore         | Squadra       | Tempo    |
| ---- | ----------------- | ------------- | -------- |
| 1    | Jan Bogaert       | Vermeer-Thijs | 3h19'30" |
| 2    | Gerrie van Gerwen | DAF Trucks    | s.t.     |
| 3    | Jan Raas          | TI-Raleigh    | s.t.     |

| Pos. | Corridore         | Squadra          | Tempo    |
| ---- | ----------------- | ---------------- | -------- |
| 1    | Jos Schipper      | HB Alarmsystemen | 9h22'14" |
| 2    | Gerrie Knetemann  | TI-Raleigh       | a 5"     |
| 3    | Walter Planckaert | Splendor         | a 10"    |

### 2ª tappa - 2ª semitappa
- 12 agosto: Enter > Enter (cron. individuale) – 29 km

| Pos. | Corridore         | Squadra    | Tempo   |
| ---- | ----------------- | ---------- | ------- |
| 1    | Gerrie Knetemann  | TI-Raleigh | 36'07"  |
| 2    | Hennie Kuiper     | DAF Trucks | a 56"   |
| 3    | Jacques Hanegraaf | TI-Raleigh | a 1'14" |

| Pos. | Corridore        | Squadra          | Tempo     |
| ---- | ---------------- | ---------------- | --------- |
| 1    | Gerrie Knetemann | TI-Raleigh       | 14h34'50" |
| 2    | Hennie Kuiper    | DAF Trucks       | a 1'59"   |
| 3    | Jos Schipper     | HB Alarmsystemen | a 2'04"   |

### 3ª tappa
- 13 agosto: Enter > Geldrop – 206 km

| Pos. | Corridore         | Squadra  | Tempo    |
| ---- | ----------------- | -------- | -------- |
| 1    | Luc Desmet        | Splendor | 4h35'29" |
| 2    | Walter Planckaert | Splendor | a 55"    |
| 3    | Guido Van Calster | Splendor | s.t.     |

| Pos. | Corridore        | Squadra          | Tempo     |
| ---- | ---------------- | ---------------- | --------- |
| 1    | Gerrie Knetemann | TI-Raleigh       | 14h34'50" |
| 2    | Hennie Kuiper    | DAF Trucks       | a 2'01"   |
| 3    | Jos Schipper     | HB Alarmsystemen | a 2'06"   |

### 4ª tappa
- 14 agosto: Geldrop > Lobith – 206 km

| Pos. | Corridore           | Squadra    | Tempo    |
| ---- | ------------------- | ---------- | -------- |
| 1    | Johan van der Velde | TI-Raleigh | 4h49'06" |
| 2    | Herman Van Springel | Safir      | s.t.     |
| 3    | René Martens        | DAF Trucks | s.t.     |

| Pos. | Corridore        | Squadra    | Tempo     |
| ---- | ---------------- | ---------- | --------- |
| 1    | Gerrie Knetemann | TI-Raleigh | 19h23'56" |
| 2    | Hennie Kuiper    | DAF Trucks | a 2'01"   |

### 5ª tappa - 1ª semitappa
- 15 agosto: Lobith > s-Heerenberg – 105 km

| Pos. | Corridore          | Squadra    | Tempo    |
| ---- | ------------------ | ---------- | -------- |
| 1    | Sean Kelly         | Splendor   | 2h07'42" |
| 2    | Eddy Planckaert    | Splendor   | s.t.     |
| 3    | Adrie van der Poel | DAF Trucks | s.t.     |

| Pos. | Corridore        | Squadra          | Tempo     |
| ---- | ---------------- | ---------------- | --------- |
| 1    | Gerrie Knetemann | TI-Raleigh       | 21h31'38" |
| 2    | Hennie Kuiper    | DAF Trucks       | a 2'01"   |
| 3    | Jos Schipper     | HB Alarmsystemen | a 2'06"   |

### 5ª tappa - 2ª semitappa
- 15 agosto: s-Heerenberg > s-Heerenberg (cron. a squadre) – 21 km

| Pos. | Squadra              | Tempo  |
| ---- | -------------------- | ------ |
| 1    | Ti-Raleigh-Creda     | 26'00" |
| 2    | DAF Trucks-Cote d'Or | a 19"  |
| 3    | HB Alarmsystemen     | a 43"  |

| Pos. | Corridore        | Squadra    | Tempo     |
| ---- | ---------------- | ---------- | --------- |
| 1    | Gerrie Knetemann | TI-Raleigh | 21h58'23" |
| 2    | Hennie Kuiper    | DAF Trucks | a 2'20"   |
| 3    | René Martens     | DAF Trucks | s.t.      |

## Classifiche finali

### Classifica generale
| Pos. | Corridore           | Squadra              | Tempo     |
| ---- | ------------------- | -------------------- | --------- |
| 1    | Gerrie Knetemann    | Ti-Raleigh-Creda     | 21h58'23" |
| 2    | Hennie Kuiper       | DAF Trucks-Cote d'Or | a 2'20"   |
| 3    | René Martens        | DAF Trucks-Cote d'Or | s.t.      |
| 4    | Joop Zoetemelk      | Ti-Raleigh-Creda     | a 2'42"   |
| 5    | Johan van der Velde | Ti-Raleigh-Creda     | a 2'44"   |
| 6    | Jos Schipper        | HB Alarmsystemen     | a 2'49"   |
| 7    | Gerrie van Gerwen   | DAF Trucks-Cote d'Or | a 2'54"   |
| 8    | Herman Van Springel | Safir-Ludo-Galli     | a 2'58"   |
| 9    | Henk Lubberding     | Ti-Raleigh-Creda     | a 3'04"   |
| 10   | Jos Lammertink      | HB Alarmsystemen     | a 3'10"   |